# 우고 소틸
우고 알레한드로 소틸 예렌(스페인어: Hugo Alejandro Sotil Yerén, 1949년 5월 18일~2024년 12월 30일)은 페루의 전직 축구 선수이다. 혼혈(El Cholo)라는 별칭이 붙은 그는 스트라이커나 미드필더로 활약했다. 그는 테오필로 쿠비야스와 엑토르 춤피타스와 함께 페루의 1970년대 축구를 장식한 선수로 손꼽힌다. 그는 페루에서 큰 인기를 끌었는데, 1970년대에 그의 전기 영화가 상영되기도 했다.
 그는 1975년 코파 아메리카 우승과 멕시코에서 열린 1970년과 아르헨티나에서 열린 1978년 월드컵의 8강의 주역이기도 했다.
"촐로" 소틸은 능숙한 공격수로, 공몰이에 두각을 나타냈다. 그는 공격형 미드필더로 활약했는데, 훌륭한 조연이기도 했는데, 그는 동료의 골로 연결되는 찌르기에도 능했다. 그는 1967년에 데포르티보 무니시팔에서 프로 무대 신고식을 치러 페루 최고의 인기 선수로 자리잡았다. 1973년, 그는 바르셀로나로 이적하면서 국제적 명성을 거미쥐었고, 네덜란드의 거성 요한 크라위프와 협력하여 첫 해에 라 리가를 우승해, 카탈루냐 구단의 14년 리그 무관에 종지부를 찍었다. 그는 바르셀로나에서 등번호 10번을 쓴 최초의 남미 선수가 되었다. 그는 등번호 10번을 입고 리그 준우승을 2번 더 거두었고, 코파 델 레이를 4년 만에 바르사 선수로서 우승을 거두었다. 1977년, 그는 페루로 복귀해 1977년과 1978년에 알리안사 리마에서 2번 리그 우승을 거두었다.
1973년, 그는 아메리카 대륙팀 일원으로 선발 출전해 요한 크라위프, 에우제비우, 그리고 자친토 파케티가 포진한 유럽 대륙팀을 상대했고, 경기는 4-4 무승부로 끝났는데, 소틸이 아메리카의 3번째 득점을 올렸고, 이어진 승부차기에서 아메리카 대륙팀이 7-6으로 이겼다. 그 경기에서 그는 호베르투 히벨리누, 페르난도 모레나, 미겔 앙헬 브린디시, 빅토르 에스파라고, 테오필로 쿠비야스 등과 출전했다.
그는 페루 국가대표팀 일원으로월드컵에 1970년과 1978년에 2번 출전했으며, 이 두 번의 대회에서 모두 8강에 들었다. 대륙 무대에서 그는 1975년에 코파 아메리카를 우승했는데, 그는 콜롬비아전에서 1-0 결승골을 기록해, 잉카 군단이 아메리카 대륙에서 우승을 거둘 수 있도록 도왔다.
우고 소틸은 국내에서 손꼽히게 인기 있는 선수로, 1972년에는 베르나르도 바티에브스키(그의 지지자)가 영화 촐로에 그를 주연으로 출연시키기도 했다.

## 클럽 경력

### 데포르티보 무니시팔
1968년, 소틸은 페루 2부 리그의 데포르티보 무니시팔에서 프로 무대 신고식을 치렀는데, 그는 첫 해에 1부 리그 승격을 도왔다.
소틸은 1973년, 바르셀로나의 캄 노우에서 열린 유럽과 남미 대륙 대표간 경기에서 선제골을 기록했다. 요한 크라위프, 프란츠 베켄바워, 호베르투 히벨리누, 그리고 테오필로 쿠비야스 등 당대의 쟁쟁한 선수들이 이 경기에 참가했다. 이 경기는 4-4 무승부로 끝나고 승부차기에서 남미 대표가 7-6으로 이겼다.

### 바르셀로나
1973년, 그는 스페인의 바르셀로나로 이적해, 요한 크라위프, 후안 마누엘 아센시, 그리고 카를레스 렉샤크 등과 한배를 탔다. 그는 선수단의 스트라이커를 맡아 등번호 10번을 달았다. 그는 8월 22일, 묀헨글라트바흐와의 8월 22일 요한 감퍼컵에 출전해 바르사 첫 경기를 치렀고, 2-2로 비긴 뒤 승부차기에서 4-2로 이겼는데, 소틸이 선제골을 기록했다.
1973-74 시즌, 바르셀로나는 14년 만에 스페인 리그 정상에 올랐다. 소틸은 산티아고 베르나베우에서 열린 리그 경기에서 레알 마드리드전 5-0 대승에 일조했는데, 그는 이 경기에서 바르셀로나의 5번째 골을 기록했다. 1974년 8월 21일, 소틸은 레인저스와의 요한 감퍼컵에서 4-1 대승에 일조해 이 대회 2번째 우승에 일조했다. 당시 그는 스페인 리그의 손꼽히는 축구 선수이기도 했다.
바르셀로나는 네덜란드로부터 요한 네이스컨스를 영입하여 외국인 선수 자리를 차지하면서, 그는 1974-75 시즌에 1군 자리를 내려놓아야 했다. 그 시즌, 바르셀로나가 3위를 차지하자 카탈루냐인들은 소틸이 1975-76 시즌에 1군으로 복귀해야 한다고 주장했다.
그는 1973년에서 1976년까지 바르셀로나에서 3년을 보내며 111번의 경기에 출전해 33골을 기록했다.

### 알리안사 리마
1977년, 그는 페루로 복귀해 알리안사 리마에 입단했고, 그는 2년 동안 기량을 회복했는데, 그는 종전에 잃은 골감각과 능력을 회복했다. 그는 소속 구단의 1977년과 1978년 우승을 도왔고, 코파 리베르타도레스에서 호성적을 거둔 1978년에 48경기 출전 23골을 기록했다.

### 인데펜디엔테 메데인
1979년, 소틸은 콜롬비아로 건너갔지만, 이 곳에서 부진에 빠졌다. 그는 주전 지위에 자주 빠졌는데, 33경기에서 8골을 넣는 데 그쳤고, 소틸은 축구 은퇴를 고민했다.

### 데포르티보 무니시팔
그러나 소틸은 친정으로 복귀해 마지막 불꽃을 태우기로 결정했고, 이 곳에서 1982년까지 활약했고, 1984년에 소규모 지역 구단인 로스 에스파르타노스에서 활약하며 잠깐 은퇴를 번복했다. 그는 은퇴 후 페루 유소년 훈련에 집중하고 있다.

## 국가대표팀 경력

### 요약
소틸은 1970년 2월 4일, 리마에서 벌어진 불가리아와의 친선경기에서 페루 국가대표팀 신고식을 치렀고, 5-3으로 이긴 경기에서 해트트릭을 기록해 선수단을 견인했다. 그는 1970년과 1978년 사이 페루 국가대표팀 경기에 62번 출전해 18골을 넣었다.

### 1970년 월드컵
그는 멕시코에서 열린 1970년 월드컵에서 페루 대표팀 일원으로 출전했는데, 그는 당시 대회에서 후보 선수로 주로 기용되었지만, 3-2로 이긴 불가리아전과 1-0으로 이긴 모로코전, 1-3으로 패한 서독전에 출전했다. 페루는 나중에 우승을 차지하는 브라질과의 경기에서 2-4로 패했다. 소틸은 결정적인 도움 능력으로 회자되었는데, 동료 테오필로 쿠비야스의 브론즈 슈 수상에 일조했다.

### 1975년 코파 아메리카
소틸은 1975년 코파 아메리카 우승을 거두었는데, 그는 구단으로부터 국가대표팀 차출을 자주 허용받지 못해 마지막 경기에만 출전할 수 있었다. 소틸은 카라카스에 도착해 마지막 경기를 치르러 국가대표팀에 합류했는데, 공항에서 동료들이 몸을 푸는 경기 현장에 바로 도착했다. 이 경기에서 콜롬비아를 상대한 페루 대표팀은 소틸의 1-0 결승골로 코파 아메리카 통산 2번째 우승에 일조했다.

### 1978년 월드컵
페루는 남미 예선 조 전반기에 에콰도르와 1-1, 칠레와 1-1로 비긴 후, 후반기에 에콰도르를 4-0으로, 칠레를 2-0으로 완파했는데, 소틸은 1골을 직접 기록하고 후안 카를로스 오블리타스의 다른 1골을 도왔다.
1978년 월드컵에서 소틸은 3번의 조별 리그 경기 중 2번의 경기에 출전했다. 그의 첫 선발 경기인 6월 3일 스코틀랜드전은 3-1로 이겼다. 네덜란드와 0-0으로 비기고 이란과 4-1로 비긴 페루는 네덜란드를 밀어내고 4조 1위로 2라운드에 진출했다. 당시 페루의 기대는 올랐지만 이어지는 2라운드에서 3패를 기록해 최하위로 탈락했다. 소틸은 이 대회에서 무득점으로 침묵했다.
그는 이후 훌륭한 찌르기와 공몰이로 회자되었지만, 여러 사적인 문제로, 선수 경력이 일찍 끝났다.

## 경력 통계
| 구단                | 시즌      | 리그                    | 리그 | 리그 | 컵   | 컵 | 대륙 | 대륙 | 기타 | 기타 | 합계 | 합계 |
| 구단                | 시즌      | 리그명                  | 출장 | 골   | 출장 | 골 | 출장 | 골   | 출장 | 골   | 출장 | 골   |
| ------------------- | --------- | ----------------------- | ---- | ---- | ---- | -- | ---- | ---- | ---- | ---- | ---- | ---- |
| 데포르티보 무니시팔 | 1968      | 세군다 디비시온         | ?    | 14   | -    | -  | -    | -    | -    | -    | ?    | 14   |
| 데포르티보 무니시팔 | 1969      | 토르네오 데센트랄리사도 | 18   | 10   | -    | -  | -    | -    | -    | -    | 18   | 10   |
| 데포르티보 무니시팔 | 1970      | 토르네오 데센트랄리사도 | 26   | 12   | -    | -  | -    | -    | -    | -    | 26   | 12   |
| 데포르티보 무니시팔 | 1971      | 토르네오 데센트랄리사도 | 30   | 11   | -    | -  | -    | -    | -    | -    | 30   | 11   |
| 데포르티보 무니시팔 | 1972      | 토르네오 데센트랄리사도 | 29   | 14   | -    | -  | -    | -    | -    | -    | 29   | 14   |
| 합계                | 합계      | 합계                    | 121  | 57   | -    | -  | -    | -    | -    | -    | 121  | 57   |
| 바르셀로나          | 1973–74   | 라 리가                 | 34   | 10   | 0    | 0  | 2    | 1    | 14   | 6    | 50   | 17   |
| 바르셀로나          | 1974–75   | 라 리가                 | 0    | 0    | 0    | 0  | 0    | 0    | 11   | 4    | 11   | 4    |
| 바르셀로나          | 1975–76   | 라 리가                 | 19   | 2    | 2    | 1  | 5    | 1    | 8    | 2    | 34   | 6    |
| 바르셀로나          | 1976–77   | 라 리가                 | 5    | 1    | 0    | 0  | 3    | 0    | 3    | 1    | 11   | 2    |
| 합계                | 합계      | 합계                    | 58   | 13   | 2    | 1  | 10   | 2    | 36   | 13   | 96   | 29   |
| 알리안사 리마       | 1977      | 토르네오 데센트랄리사도 | 30   | 17   | -    | -  | -    | -    | -    | -    | 30   | 17   |
| 알리안사 리마       | 1978      | 토르네오 데센트랄리사도 | 15   | 8    | -    | -  | ~10  | 5    | -    | -    | ~25  | ~13  |
| 합계                | 합계      | 합계                    | 45   | 25   | -    | -  | ~10  | 5    | -    | -    | ?    | ~30  |
| 인데펜디엔테 메데인 | 1979      | 카테고리아 프리메라 A   | 22   | 6    | -    | -  | -    | -    | -    | -    | 22   | 6    |
| 인데펜디엔테 메데인 | 1980      | 카테고리아 프리메라 A   | 10   | 2    | -    | -  | -    | -    | -    | -    | 10   | 2    |
| 합계                | 합계      | 합계                    | 32   | 8    | -    | -  | -    | -    | -    | -    | 32   | 8    |
| 데포르티보 무니시팔 | 1981      | 토르네오 데센트랄리사도 | 10   | 4    | -    | -  | -    | -    | -    | -    | 30   | 17   |
| 데포르티보 무니시팔 | 1982      | 토르네오 데센트랄리사도 | 10   | 3    | -    | -  | ~6   | 0    | -    | -    | ~16  | 3    |
| 합계                | 합계      | 합계                    | 20   | 7    | -    | -  | ~6   | 0    | -    | -    | ~26  | 7    |
| 로스 에스파르타노스 | 1984      | 코파 페루               | ?    | ?    | -    | -  | -    | -    | -    | -    | ?    | ?    |
| 로스 에스파르타노스 | 1985      | 토르네오 데센트랄리사도 | 10   | 4    | -    | -  | -    | -    | -    | -    | 10   | 4    |
| 합계                | 합계      | 합계                    | ?    | ?    | -    | -  | -    | -    | -    | -    | ?    | ?    |
| 데포르티보 후닌     | 1986      | 토르네오 데센트랄리사도 | ?    | ?    | -    | -  | -    | -    | -    | -    | ?    | ?    |
| 합계                | 합계      | 합계                    | ?    | ?    | -    | -  | -    | -    | -    | -    | ?    | ?    |
| 경력 합계           | 경력 합계 | 경력 합계               | ?    | ?    | ?    | ?  | ?    | 7    | ?    | ?    | ?    | ?    |

## 수상

### 클럽
바르셀로나
- 라 리가
  - 우승: 1973–74
  - 준우승: 1975–76
- 요한 감퍼컵
  - 우승: 1973, 1974, 1975, 1976
- 코파 델 레이
  - 준우승: 1973–74

알리안사 리마
- 페루 리그
  - 우승: 1977, 1978
- 메트로폴리타노 선수권
  - 우승: 1978

데포르티보 무니시팔
- 페루 세군다 디비시온
  - 우승: 1968
- 페루 리그
  - 준우승: 1981

로스 에스파르타노스
- 코파 페루
  - 우승: 1984

### 국가대표팀
- 코파 아메리카
  - 우승: 1975

### 개인
- 페루 세군다 디비시온 득점왕: 1968 (14골)[15]
- 1973년 페루 올해의 선수
- 1973년 CONMEBOL 대륙 대표팀 선발[16]
- 1974년 페루 올해의 선수
- 2006년 선정 월드컵 역사상 최고의 선수들 일원[17]